# Cool'n'Quiet
Cool'n'Quiet (укр. Кул-ен-Кваєт, перекладається як прохолодно і тихо) — технологія, розроблена AMD для застосування у процесорах, які встановлюються в настільні системи і сервери. Тактова частота і напруга живлення процесора автоматично знижуються, коли комп'ютер простоює або недостатньо завантажений. Це дозволяє понизити енергоспоживання, а відтак зменшити тепловиділення. Вперше була впроваджена в процесорі серії Athlon 64. В процесорах серії Opteron AMD називає цю технологію Optimized Power Management.
Технологія Cool'n'Quiet повністю підтримана в Windows Vista.
Варіант (і попередник) технології для мобільних процесорів називається PowerNow!™. Технологій схожі, але не тотожні.
Аналогічна технологія застосовується і компанією Intel під назвою SpeedStep™.

## Процесори, які підтримують технологію Cool'n'Quiet
- Athlon 64 та X2 — всі моделі
- Athlon 64 FX — FX-53 (тільки Socket 939) та старші
- Sempron — Socket 754: 3000+ і старші; Socket AM2: 3200+ і старші
- Opteron — E-степінг і старші, фірмова назва технології Optimized Power Management (Оптимізоване керування живленням)
- Phenom — всі процесори підтримують Cool'n'Quiet версії 2,0
- Phenom II — підтримка технології Cool'n'Quiet версії 3,0